# Miyuki (manga)
Pour les articles homonymes, voir Miyuki.
Miyuki (みゆき) est un manga comique et romantique écrit par Mitsuru Adachi, auteur de Touch. La série est prépubliée entre 1980 et 1984 dans le magazine bihebdomadaire Shōnen Big Comic de l'éditeur Shogakukan. Il existe également une adaptation en anime ainsi qu'un film. L'anime de 37 épisodes est diffusé du 31 mars 1983 au 20 avril 1984 sur la chaîne Fuji Television. La version en film est parue le 16 septembre 1983. Un film live est également diffusé le 4 août 1986.
En 1983, il remporte le Prix Shōgakukan dans la catégorie Shōnen avec Touch du même auteur.
En France, l'anime a été diffusé à partir du 22 avril 1991 sur TF1 dans Club Dorothée Vacances sous le titre Tommy et Magalie.

## Résumé
Masato a perdu sa mère quand il était tout petit. Son père s'est alors remarié avec une femme qui avait une petite fille nommé Miyuki. Malheureusement, elle est décédée également. Masato fut alors séparé de sa sœur qui est allée vivre au Canada. Lui est au Japon. Six ans plus tard, Masato vit depuis six mois tout seul car son père part souvent travailler à l'étranger ou reste avec sa fille au Canada. Alors qu'il est à la plage, il se fait rejeter par la fille qu'il aime, qui s'appelle Miyuki Kashima (le même prénom que sa sœur), à cause d'un malentendu. Il tombe sous le charme d'une autre fille qui lui pose un lapin le lendemain. Lorsqu'il rentre chez lui, il retrouve sa sœur qui n'est d'autre que la fille de la plage,.

## Personnages
- Masato Wakamatsu (若松 真人, Wakamatsu Masato?) :

Principal protagoniste de l'histoire, lycéen de 16 ans. Il est amoureux de Miyuki Kashima, mais également attiré par sa demi-sœur par alliance. Ne voulant pas la blesser, il préfère garder ses sentiments pour lui et se focaliser sur l'autre Miyuki.
- Miyuki Wakamatsu (若松 みゆき, Wakamatsu Miyuki?) :

Héroïne de l'histoire. Elle a 15 ans et est la demi-sœur par alliance de Masato bien qu'elle ne soit pas au courant. Elle a 15 ans et est revenu au Japon pour rester avec son frère. Apparemment elle est aussi attiré par lui.
- Miyuki Kashima (鹿島 みゆき, Kashima Miyuki?) :

Lycéenne de 16 ans et camarade de classe de Masato. Ils sont tous les deux amoureux mais, elle se méprend souvent sur ses intentions.
- Ryūichi Masaki (間崎 竜一, Masaki Ryūichi?) :

Lycéen redoublant de 17 ans. Il est le camarade de Masato. Il est également amoureux de la sœur de Masato. Il est motard et il gère aussi un bar nommé "Dragon" (le premier caractère de son prénom signifie dragon).
- Torao Nakata (中田 虎夫, Nakata Torao?) :

Professeur d'EPS de Miyuki (la sœur de Masato). Il est également amoureux d'elle.
- Yasujirō Kashima (鹿島 安次郎, Kashima Yasujirō?) :

Père de Miyuki Kashima, policier mais très dragueur. Il a des vus sur Miyuki, la sœur de Masato, bien qu'il soit marié et père de famille.

## Anime

### Distribution originale
- Katsumi Toriumi : Masato Wakamatsu
- Hiromi Tsuru : Miyuki Kajima
- Yōko Oginome : Miyuki Wakamatsu

- Banjō Ginga : Funahashi (ép 17)
- Bin Shimada : Michio Watanabe (ép 26)
- Chihoko Shigeta : Youko Nakagawa
- Chisato Nakajima : Yuuko Mizumori
- Chizuru Yamamoto : Yasuko
- Fuyumi Shiraishi : Baobao (ép 22)
- Harumi Iizuka : Yuuko Mizumori (éps 1 et 3)
- Hisako Ōkata : Mrs. Shinokawa
- Hitomi Oikawa : Hiromi et Yasuko
- Kaneta Kimotsuki : Ueda-sensei (ép 36)
- Kaneto Shiozawa : Yoshio Muraki
- Katsue Miwa : Kaoru (ép 22)
- Katsuji Mori : Kenji Kosaka
- Kazue Takahashi : Ume Takematsu (ép 16)
- Kazumi Amemiya : Hisako
- Kei Tomiyama : Yasujirou Kajima
- Keiko Yokozawa : Koharu (ép 19)
- Kiyonobu Suzuki : Inoue (ép 35)
- Kōzō Shioya : Sakazaki (ep 17)
- Kyōko Tongū : Namiko (ép 17)
- Misa Kadoya : Iris (ép 30)
- Natsuko Kawaji : Ritsu Nakata
- Osamu Kobayashi : Kazuto Wakamatsu
- Rumiko Ukai : Kiyomi Yanai
- Ryūji Nakagi : Mr. Shinokawa
- Ryūsuke Ōbayashi : Ryuuichi Masaki
- Sakiko Tamagawa : Michiko Yamamoto (ép 33)
- Sanae Takagi : Sachiko Mihara
- Takeshi Kuwabara : George John Paul (ép 30)
- Tesshō Genda : Torao Nakata
- Tōru Furuya : Shinichi Nakajou (ép 32)
- Yasuo Tanaka : Seller
- Yoku Shioya : Tomita
- Yoshiko Matsuo : Miyuki Uehara
- Yū Mizushima : Masa Takanaka (ép 15)

- Voix additionnelles : Aki Sakamoto, Akiko Inose, Akiko Tsuboi, Akimasa Ohmori, Asami Mukaidono, Atsuko Koganezawa, Bin Shimada, Chieko Honda, Chihoko Shigeta, Chisato Nakajima, Chiyoko Kawashima, Chizuru Yamamoto, Eken Mine, Fumio Matsuoka, Hitomi Oikawa, Ikuya Sawaki, Kan Tokumaru, Kazuki Yao, Kazumi Amemiya, Kazumi Tanaka, Kiyomi Kurakawa, Kōji Totani, Kōzō Shioya, Makoto Terada, Masako Sugaya, Masao Imanishi, Masaya Taki, Minoru Midorikawa, Miyuki Ueda, Naoki Tatsuta, Nobuyuki Furuta, Osamu Katō, Reiko Suzuki, Saburou Yokoo, Seiichi Suzuki, Shōzō Iizuka, Shūhei Murakuni, Shunji Yamada, Tomie Kataoka, Tomiko Suzuki, Yoshino Ohtori, Yoshito Yasuhara, Yūichi Meguro, Yuriko Yamamoto, Yūsaku Yara, Keiko Yokozawa, Osamu Kobayashi, Tomiko Suzuki

### Doublage français
Note : Le doublage français a été réalisé à partir du doublage italien. On peut constater les mêmes censures ainsi que le remplacement des chansons japonaises par des chansons italiennes. 
Doublage réalisé au studio S.T.A.R.T.
- Gilles Laurent : Tommy
- Caroline Beaune : Magalie
- Marie Martine : Elisa

- Lionel Henry : Dragon et Serpent
- Christian Bénard : Julien
- Thierry Bourdon : Mathieu
- Chris Bénard : Julien
- Alain Flick : Professeur Poitou
- Jean-Pierre Gernez : Jean-Jacques (Père de Magalie)
- Christine Aurel : Monique (Mère de Magalie)
- Katy Amaïzo : Sidonie
- Caroline Jacquin : Clémence, Aurélie
- Daniel Brémont : Le professeur de poésie

- Voix additionnelles : Arnaud Arbessier, Geneviève Taillade, Jean-Pierre Gernez, Jose Luccioni, Lionel Henry, Magali Barney, Nathalie Régnier, Régine Blaess, Roland Timsit, Sophie Deschaumes, William Coryn

### Chansons
- Opening : "10% no ame yôhô" de H2O
- Ending :
  - 1: "Omoide ga Ippai" de H2O
  - 2: "Summer Holidays" de Michiko Kawai (éps 14-19)
  - 3: "Good-bye Season" de H2O (éps 22-37)
- Générique français : "Salut les filles !" de Claude Lombard